# کارتسف (روسیه)
کارتسف (به لاتین: Kartsev) یک منطقهٔ مسکونی در روسیه است که در آدیغیه واقع شده‌است.